# Timergara
Timergara (urdu: تیمرگرہ) – miasto w Pakistanie, w prowincji Chajber Pasztunchwa. W 1998 roku liczyło 44 335 mieszkańców.